# Länsväg Y 541
Länsväg Y 541 är en övrig länsväg i Västernorrlands län.
Vägen börjar i Lucksta och går igenom orterna Edbacken, Norrlindsjö, Östansjö, Mellangård och Västergård varefter den slutar i en t-korsning med länsväg 305 i Norrhassel.